# 斜须裂稃草
斜须裂稃草（学名：Schizachyrium obliquiberbe）为禾本科裂稃草属下的一个种。

## 扩展阅读
維基物種上的相關：斜须裂稃草